# Alaksandr Ruczko
Alaksandr Ruczko (biał. Александр Ручко; ros. Александр Ручко) – białoruski zapaśnik walczący w stylu klasycznym. Brązowy medalista wojskowych MŚ w 2005. Czwarty w Pucharze Świata w drużynie w 2004 roku.